# Lijst van voetbalinterlands Nicaragua - Suriname
Deze lijst van voetbalinterlands is een overzicht van alle officiële voetbalinterlands tussen de nationale teams van Nicaragua en Suriname. De landen hebben tot op heden vijf keer tegen elkaar gespeeld. De eerste ontmoeting, een kwalificatiewedstrijd voor het Wereldkampioenschap voetbal 2018, werd gespeeld op 7 juni 2015 in Managua. Het laatste duel, een vriendschappelijke wedstrijd, vond plaats in Almere (Nederland) op 22 september 2022.

## Wedstrijden
| № | Plaats     | Datum             | Competitie                      | Wedstrijd            | Uitslag |
| - | ---------- | ----------------- | ------------------------------- | -------------------- | ------- |
| 1 | Managua    | 7 juni 2015       | WK 2018 kwalificatie            | Nicaragua - Suriname | 1 – 0   |
| 2 | Paramaribo | 16 juni 2015      | WK 2018 kwalificatie            | Suriname - Nicaragua | 1 – 3   |
| 3 | Paramaribo | 8 september 2019  | CONCACAF Nations League 2019/20 | Suriname − Nicaragua | 6 − 0   |
| 4 | Managua    | 18 november 2019  | CONCACAF Nations League 2019/20 | Nicaragua − Suriname | 1 − 2   |
| 5 | Almere     | 22 september 2022 | Vriendschappelijk               | Suriname − Nicaragua | 2 − 1   |

## Samenvatting
| Competitie              | Totaal gespeeld | Winst Nicaragua | Gelijk | Winst Suriname | Doelsaldo Nicaragua – Suriname |
| ----------------------- | --------------- | --------------- | ------ | -------------- | ------------------------------ |
| WK-kwalificatie         | 2               | 2               | 0      | 0              | 4 − 1                          |
| CONCACAF Nations League | 2               | 0               | 0      | 2              | 1 − 8                          |
| Vriendschappelijk       | 1               | 0               | 0      | 1              | 1 − 2                          |
| Totaal                  | 5               | 2               | 0      | 3              | 6 − 11                         |

## Details

### Eerste ontmoeting
| WK-kwalificatie (Managua, 7 juni 2015): |              | |
| Nicaragua | 1 – 0        | Suriname |
| Carlos Chavarria 44' | goals        | |
| Henry Duarte | bondscoach   | Dean Gorré |
| Justo Lorente Luis Copete Josue Quijano Manuel Rosas Jason Casco Juan Barrera Franklin López 66' Marlon Lopez Norfran Lazo 76' Carlos Chavarria Luis Galeano 82' | opstellingen | Obrendo Huiswoud Joël Baja Jurmen Vallei Anduello Amoeferie Gilberto Eind 79' Vano Sastromedjo Gregory Pokie 65' Roxey Fer 55' Dimitrie Apai Giovanni Waal Gregory Rigters |
| Luis Peralta 66' Erick Lazo 76' Raúl Leguías 82' | wissels      | 55' Evani Esperance 65' Stefano Rijssel 75' Bruce Diporejdo |
| Marlon Lopez 45+1' | gele kaarten | 78' Joël Baja |

FNF · 
A-internationals · 
Nicaraguaans vrouwenelftal
Anguilla ·
Argentinië ·
Bahama's ·
Barbados ·
Belize ·
Bermuda ·
Bolivia ·
Colombia ·
Costa Rica ·
Cuba ·
Curaçao ·
Dominica ·
Dominicaanse Republiek ·
El Salvador ·
Ghana ·
Guatemala ·
Haïti ·
Honduras ·
Iran ·
Jamaica ·
Kaaimaneilanden ·
Mexico ·
Montserrat ·
Nederlandse Antillen ·
Panama ·
Paraguay ·
Peru ·
Puerto Rico ·
Saint Kitts en Nevis ·
Saint Vincent en de Grenadines ·
Suriname ·
Trinidad en Tobago ·
Turks- en Caicoseilanden ·
Uruguay ·
Venezuela ·
Verenigde Staten
SVB · 
Surinaams vrouwenelftal · 
Olympisch elftal
1934 – 1939 ·
1940 – 1949 ·
1950 – 1959 ·
1960 – 1969 ·
1970 – 1979 ·
1980 – 1989 ·
1990 – 1999 ·
2000 – 2009 ·
2010 – 2019 ·
2020 – 2029
Anguilla ·
Antigua en Barbuda ·
Aruba ·
Barbados ·
Bermuda ·
Britse Maagdeneilanden ·
Canada ·
Costa Rica ·
Cuba ·
Curaçao ·
Denemarken ·
Dominica ·
Dominicaanse Republiek ·
El Salvador ·
Grenada ·
Guatemala ·
Guyana ·
Haïti ·
Honduras ·
India ·
Jamaica ·
Kaaimaneilanden ·
Mexico ·
Montserrat ·
Nederland ·
Nederlandse Antillen ·
Nicaragua ·
Puerto Rico ·
Saint Kitts en Nevis ·
Saint Lucia ·
Saint Vincent en de Grenadines ·
Thailand ·
Trinidad en Tobago